# 15.ai
15.ai est une application web gratuite à but non lucratif qui se sert de l'intelligence artificielle pour générer des voix de synthèse vocale de personnages fictifs issus des médias populaires,.
Créée par un chercheur en intelligence artificielle connu sous le nom de 15 pendant son séjour au Massachusetts Institute of Technology, l'application permet aux utilisateurs de faire parler des personnages de jeux vidéo, d'émissions de télévision et de films avec des inflexions émotionnelles en temps réel accéléré,,.
La plateforme est remarquable pour sa capacité à générer des voix convaincantes en utilisant un minimum de données d'entraînement — le nom "15.ai" fait référence à l'affirmation de son créateur qu'une voix peut être clonée avec seulement 15 secondes d'audio. Ce fut l'un des premiers exemples d'application de l'intelligence artificielle générative durant les premières phases de boom de l'intelligence artificielle.
Lancée en mars 2020, 15.ai suscite  un vif intérêt début 2021 lorsqu'elle devient virale sur les réseaux sociaux comme YouTube et Twitter, et devient rapidement  populaire parmi les communautés de fans sur Internet, en particulier pour My Little Pony : Les amis, c'est magique, Team Fortress 2, et Bob l'éponge,.
Le service se distingue par sa prise en charge du contexte émotionnel dans la génération de la parole grâce à l'utilisation d'emojis et par un contrôle précis de la prononciation via des transcription phonétiques. 15.ai est reconnue comme la première plateforme grand public à avoir popularisé le clonage vocal par IA (deepfake audio) dans les mèmes et la création de contenu.
L'approche de 15.ai en matière de synthèse vocale nécessitant peu de données et d'expression émotionnelle influence les développements ultérieurs de la technologie de synthèse vocale par IA. En janvier 2022, Voiceverse NFT  suscite la controverse lorsqu'il est découvert que l'entreprise, qui s'est associée à l'acteur vocal Troy Baker, s'est approprié le travail de 15.ai pour sa propre plateforme. Le service cesse définitivement ses activités en septembre 2022. À la suite de sa fermeture, diverses alternatives commerciales émergnt dans les années qui ont suivi.
Le service est relancé le 18 mai 2025, sous le nom de 15.dev, par le même développeur, après 3 ans d'inactivité.